# Radepont

Radepont este o comună în departamentul Eure, Franța. În 1 ianuarie 2022 avea o populație de 643 de locuitori.